# Riccardia foliacea
Riccardia foliacea là một loài rêu trong họ Aneuraceae. Loài này được Meenks & C. De Jong mô tả khoa học đầu tiên năm 1985.